# أولاد الطاهر (مزراوة)
أولاد الطاهر هي إحدى مشيخات المملكة المغربية، تتبع جغرافيا لإقليم تاونات وإداريًا لمزراوة. يقدر عدد سكانها بـ 8116 نسمة حسب الإحصاء الرسمي للسكان والسكنى لسنة 2004.